# Giovanni Morelli
Giovanni Morelli (Verona, 1816. február 23. – Milánó, 1891. február 28.) olasz művészettörténész, politikus.

## Életpályája
Münchenben és Erlangenben orvossá képezte ki magát, de sokat foglalkozott filozófiai és irodalmi tanulmányokkal is. Művészi körökben is megfordult, megismerkedett Bonaventura Genellivel és Wilhelm von Kaulbachhal. Berlinben és Párizsban is hosszabb időt töltött. 1840-ben Firenzébe, 1842-ben Rómába ment, azután néhány évet San Fermóban, Como közelében levő falusi birtokán töltött, majd Bergamóba költözött. Mind jobban kezdett a művészettel foglalkozni és alapját vetette értékes képtárának, amelyet végrendeletében a bergamói városi képtárnak hagyományozott. 1848-ban részt vett az olasz szabadságharcban, sőt mint követ Frankfurtban is járt. Folytonos tanulmányai mellett mint szabadelvű politikus is szerepet játszott: 1860-ban Bergamo képviselője lett a torinói új parlamentben. 1866-ban részt vett az Ausztria ellen folytatott háborúban, 1873-ban szenátorrá nevezték ki. 1874-ben Milánóba költözött.

## Főbb művei
- Die Werke italienischer Meister in den Galerien von München, Dresden und Berlin, stb. (Lipcse, 1880; ezt valamint következő munkáit Ivan Lermolieff álnév alatt adta ki); ugyanaz olaszul: Le opere dei maestri italiani nelle Gallerie di Monaco, Dresda e Berlino (Bologna 1886)
- Kunst-kritische Studien über italienische malerei, I. Die Galerien Borghese und Doria Panfili in Rom (Lipcse 1890); II. Die Galerien zu München und Dresden (uo. 1891); III. Die Galerie zu Berlin (uo. 1893)